# Malaika
Malaika (anhörenⓘ) ist ein Lied, das auf Swahili gesungen wird und in zahlreichen Versionen auch international bekannt wurde. Malaika bedeutet „Engel“ oder „Guter Geist“. Das Wort stammt aus der arabischen Sprache: ملاك malāk (Singular: der Engel) bzw. الملائكة al-malā'ika (Plural: die Engel).

## Beschreibung
Malaika ist der Titel eines Liedes, das zuerst von dem kenianischen Musiker Fadhili William und seiner Band Jambo Boys um 1960 aufgenommen wurde. Mehrere Musiker, darunter William, beanspruchten die Urheberschaft. Adam Salim aus dem späteren Tansania soll das Lied um 1946 komponiert und getextet haben; nach anderen Angaben war es Lucas Mututu aus dem kenianischen Mombasa. Die offizielle Urheberschaft hat Fadhili William.
Zahlreiche internationale Künstler, zuerst Miriam Makeba, dann Harry Belafonte, Helmut Lotti, Rocco Granata, Pete Seeger, Boney M, die Saragossa Band, Angélique Kidjo, Lyambiko und Osibisa haben das Lied interpretiert und weltweit bekannt gemacht.
Der Liedtext handelt davon, dass der Autor bzw. Interpret seine Freundin liebt, aber wegen des fehlenden Brautpreises (mali) nicht heiraten kann. 

### Text
Der Originaltext des Liedes und die Übersetzung von Rupert Moser lauten:
Malaika, nakupenda Malaika

Malaika, nakupenda Malaika 

Nami nifanyeje, kijana mwenzio 

Nashindwa na mali sina, we, 

Ningekuoa Malaika 

Nashindwa na mali sina, we, 

Ningekuoa Malaika 

Kidege, hukuwaza kidege 

Nami nifanyeje, kijana mwenzio 

Nashindwa na mali sina, we, 

Ningekuoa Malaika 

Nashindwa na mali sina, we, 

Ningekuoa Malaika 

Pesa zasumbua roho yangu 

Pesa zasumbua roho yangu 

Nami nifanyeje, kijana mwenzio 

Ningekuoa Malaika 

Nashindwa na mali sina, we 

Ningekuoa Malaika 
Engel, ich liebe dich, Engel 

Engel, ich liebe dich, Engel

Und ich, was soll ich machen, dein junger Freund

Ich werde bezwungen vom Brautpreis, (denn) ich habe keinen, du 

Ich würde dich (sonst) heiraten, Engel 

Ich werde bezwungen vom Brautpreis, den ich nicht habe, du 

Ich würde dich (sonst) heiraten, Engel

Kleiner Vogel, ich denke an dich, kleiner Vogel 

Und ich, was soll ich machen, dein junger Freund 

Ich werde bezwungen vom Brautpreis, (denn) ich habe keinen, du 

Ich würde dich (sonst) heiraten, Engel 

Ich werde bezwungen vom Brautpreis, (denn) ich habe keinen, du 

Ich würde dich (sonst) heiraten, Engel

Das Geld (das mir fehlt) bedrückt meine Seele 

Das Geld (das mir fehlt) bedrückt meine Seele 

Und ich, was soll ich machen, dein junger Freund 

Ich würde dich heiraten, Engel 

Ich werde bezwungen vom Brautpreis, (denn) ich habe keinen, du 

Ich würde dich (sonst) heiraten, Engel